# Select (rivista)
Select è stata una rivista di musica del Regno Unito degli anni '90. Divenne particolarmente nota per aver trattato seguito la nascita e lo sviluppo del genere Britpop, un termine coniato nella rivista da Stuart Maconie. Il numero intitolao "Yanks Go Home" del 1993, con i The Auteurs, i Denim, i Saint Etienne, i Pulp e Brett Anderson dei Suede in copertina di fronte a una bandiera alla bandiera britannica, fu un importante impulso nel definire l'opposizione del movimento a generi americani come il grunge.
La rivista fu lanciata a metà del 1990 e chiuse alla fine del 2000, rispecchiando l'ascesa e il declino della scena Britpop.